# Mistrovství světa v rychlobruslení na jednotlivých tratích 2005
Mistrovství světa v rychlobruslení na jednotlivých tratích 2005 se konalo od 3. do 6. března 2005 na otevřené rychlobruslařské dráze Ludwig Schwabl Stadion v německém Inzellu. Jednalo se o 9. mistrovství světa v rychlobruslení na jednotlivých tratích. Premiérově byly na program šampionátu zařazeny stíhací závody družstev.
Českou výpravu tvořila pouze Martina Sáblíková (3000 m, 5000 m).
| Program                 | Program                | Program                                                 | Program                                                |
| ----------------------- | ---------------------- | ------------------------------------------------------- | ------------------------------------------------------ |
| 3. března               | 4. března              | 5. března                                               | 6. března                                              |
| 5000 m muži 1500 m ženy | 500 m muži 3000 m ženy | 1000 m muži 10 000 m muži 500 m ženy stíhací závod ženy | 1500 m muži stíhací závod muži 1000 m ženy 5000 m ženy |

## Muži

### 500 metrů
Závodu se zúčastnilo 24 závodníků.
| Pořadí           | Jméno              | Země       | Čas 1       | Čas 2       | Celkový čas |
| ---------------- | ------------------ | ---------- | ----------- | ----------- | ----------- |
| Zlatá medaile    | Džódži Kató        | Japonsko   | 35,57 (1.)  | 35,45 (1.)  | 71,020      |
| Stříbrná medaile | Hirojasu Šimizu    | Japonsko   | 35,75 (2.)  | 35,71 (2.)  | 71,460      |
| Bronzová medaile | Jeremy Wotherspoon | Kanada     | 35,87 (3.)  | 35,83 (4.)  | 71,700      |
| 4.               | Júja Oikawa        | Japonsko   | 35,93 (5.)  | 35,85 (5.)  | 71,780      |
| 5.               | Jü Feng-tchung     | Čína       | 36,09 (6.)  | 35,79 (3.)  | 71,880      |
| 6.               | Dmitrij Lobkov     | Rusko      | 35,90 (4.)  | 36,14 (9.)  | 72,040      |
| 7.               | Joey Cheek         | USA        | 36,15 (7.)  | 36,04 (6.)  | 72,190      |
| 8.               | Kip Carpenter      | USA        | 36,26 (9.)  | 36,06 (8.)  | 72,320      |
| 9.               | Erben Wennemars    | Nizozemsko | 36,33 (12.) | 36,05 (7.)  | 72,380      |
| 10.              | Gerard van Velde   | Nizozemsko | 36,34 (13.) | 36,16 (10.) | 72,500      |

### 1000 metrů
Závodu se zúčastnilo 24 závodníků.
| Pořadí           | Jméno              | Země       | Čas     |
| ---------------- | ------------------ | ---------- | ------- |
| Zlatá medaile    | Even Wetten        | Norsko     | 1:10,10 |
| Stříbrná medaile | Jan Bos            | Nizozemsko | 1:10,32 |
| Bronzová medaile | Petter Andersen    | Norsko     | 1:10,63 |
| Bronzová medaile | Pekka Koskela      | Finsko     | 1:10,63 |
| 5.               | Beorn Nijenhuis    | Nizozemsko | 1:10,73 |
| 6.               | Nick Pearson       | Kanada     | 1:10,94 |
| 7.               | Janne Hänninen     | Finsko     | 1:10,97 |
| 8.               | Jeremy Wotherspoon | Kanada     | 1:11,04 |
| 9.               | Jusuke Imai        | Japonsko   | 1:11,10 |
| 9.               | Erben Wennemars    | Nizozemsko | 1:11,10 |

### 1500 metrů
Závodu se zúčastnilo 24 závodníků.
| Pořadí           | Jméno             | Země       | Čas     |
| ---------------- | ----------------- | ---------- | ------- |
| Zlatá medaile    | Rune Stordal      | Norsko     | 1:50,69 |
| Stříbrná medaile | Mark Tuitert      | Nizozemsko | 1:50,84 |
| Bronzová medaile | Even Wetten       | Norsko     | 1:51,63 |
| 4.               | Risto Rosendahl   | Finsko     | 1:51,88 |
| 5.               | Chad Hedrick      | USA        | 1:52,07 |
| 6.               | Joey Cheek        | USA        | 1:52,41 |
| 7.               | Erben Wennemars   | Nizozemsko | 1:52,90 |
| 8.               | Jevgenij Lalenkov | Rusko      | 1:52,93 |
| 9.               | Petter Andersen   | Norsko     | 1:52,98 |
| 10.              | Jan Friesinger    | Německo    | 1:53,20 |

### 5000 metrů
Závodu se zúčastnilo 24 závodníků.
| Pořadí           | Jméno                | Země       | Čas     |
| ---------------- | -------------------- | ---------- | ------- |
| Zlatá medaile    | Chad Hedrick         | USA        | 6:25,61 |
| Stříbrná medaile | Bob de Jong          | Nizozemsko | 6:30,53 |
| Bronzová medaile | Carl Verheijen       | Nizozemsko | 6:32,73 |
| 4.               | Enrico Fabris        | Itálie     | 6:36,45 |
| 5.               | Odd Bohlin Borgersen | Norsko     | 6:37,19 |
| 6.               | Arne Dankers         | Kanada     | 6:37,24 |
| 7.               | Jochem Uytdehaage    | Nizozemsko | 6:37,79 |
| 8.               | Johan Röjler         | Švédsko    | 6:38,50 |
| 9.               | Bart Veldkamp        | Belgie     | 6:39,44 |
| 10.              | Paweł Zygmunt        | Polsko     | 6:40,22 |

### 10 000 metrů
Závodu se zúčastnilo 16 závodníků.
| Pořadí           | Jméno                | Země       | Čas      |
| ---------------- | -------------------- | ---------- | -------- |
| Zlatá medaile    | Bob de Jong          | Nizozemsko | 13:25,64 |
| Stříbrná medaile | Carl Verheijen       | Nizozemsko | 13:26,97 |
| Bronzová medaile | Chad Hedrick         | USA        | 13:30,88 |
| 4.               | Gianni Romme         | Nizozemsko | 13:42,09 |
| 5.               | Odd Bohlin Borgersen | Norsko     | 13:45,03 |
| 6.               | Jurij Kochanec       | Rusko      | 13:46,50 |
| 7.               | Marco Weber          | Německo    | 13:46,58 |
| 8.               | Eskil Ervik          | Norsko     | 13:54,44 |
| 9.               | Ivan Skobrev         | Rusko      | 13:56,00 |
| 10.              | Bart Veldkamp        | Belgie     | 13:57,07 |

### Stíhací závod družstev
Závodu se zúčastnilo osm týmů.
| Pořadí           | Tým                                                          | Čas     |
| ---------------- | ------------------------------------------------------------ | ------- |
| Zlatá medaile    | Nizozemsko Mark Tuitert, Carl Verheijen, Erben Wennemars     | 3:53,83 |
| Stříbrná medaile | Itálie Matteo Anesi, Enrico Fabris, Ippolito Sanfratello     | 3:55,18 |
| Bronzová medaile | Norsko Petter Andersen, Odd Bohlin Borgersen, Eskil Ervik    | 3:55,49 |
| 4.               | USA KC Boutiette, Chad Hedrick, Derek Parra                  | 3:55,66 |
| 5.               | Kanada Arne Dankers, Steven Elm, Justin Warsylewicz          | 3:55,85 |
| 6.               | Polsko Witold Mazur, Konrad Niedźwiedzki, Paweł Zygmunt      | 3:56,39 |
| 7.               | Německo Jan Friesinger, Robert Lehmann, Tobias Schneider     | 3:58,99 |
| 8.               | Japonsko Hiroki Hirako, Takaharu Nakadžima, Takahiro Ušijama | 4:10,40 |

## Ženy

### 500 metrů
Závodu se zúčastnilo 23 závodnic.
| Pořadí           | Jméno                           | Země        | Čas 1       | Čas 2       | Celkový čas |
| ---------------- | ------------------------------- | ----------- | ----------- | ----------- | ----------- |
| Zlatá medaile    | Wang Man-li                     | Čína        | 38,92 (3.)  | 38,29 (1.)  | 77,210      |
| Stříbrná medaile | Wang Pej-sing                   | Čína        | 38,69 (1.)  | 39,13 (6.)  | 77,820      |
| Bronzová medaile | I Sang-hwa                      | Jižní Korea | 38,93 (4.)  | 38,98 (4.)  | 77,910      |
| 4.               | Sajuri Jošiiová                 | Japonsko    | 39,10 (6.)  | 38,93 (2.)  | 78,030      |
| 5.               | Tomomi Okazakiová               | Japonsko    | 39,05 (5.)  | 39,01 (5.)  | 78,060      |
| 6.               | Monique Garbrechtová-Enfeldtová | Německo     | 39,18 (10.) | 38,93 (2.)  | 78,110      |
| 7.               | Sajuri Ósugaová                 | Japonsko    | 39,15 (9.)  | 39,13 (6.)  | 78,280      |
| 8.               | Jenny Wolfová                   | Německo     | 39,13 (8.)  | 39,44 (10.) | 78,570      |
| 9.               | Jennifer Rodriguezová           | USA         | 39,42 (12.) | 39,21 (8.)  | 78,630      |
| 10.              | Marianne Timmerová              | Nizozemsko  | 39,22 (11.) | 39,44 (10.) | 78,660      |

### 1000 metrů
Závodu se zúčastnilo 24 závodnic.
| Pořadí           | Jméno                 | Země       | Čas     |
| ---------------- | --------------------- | ---------- | ------- |
| Zlatá medaile    | Barbara de Loorová    | Nizozemsko | 1:18,24 |
| Stříbrná medaile | Anni Friesingerová    | Německo    | 1:18,46 |
| Bronzová medaile | Marianne Timmerová    | Nizozemsko | 1:18,71 |
| 4.               | Cindy Klassenová      | Kanada     | 1:18,75 |
| 5.               | Jennifer Rodriguezová | USA        | 1:18,78 |
| 6.               | Chiara Simionatová    | Itálie     | 1:19,18 |
| 7.               | Chris Wittyová        | USA        | 1:19,36 |
| 8.               | Žen Chuej             | Čína       | 1:19,51 |
| 9.               | Wang Pej-sing         | Čína       | 1:20,00 |
| 10.              | Sajuri Jošiiová       | Japonsko   | 1:20,01 |

### 1500 metrů
Závodu se zúčastnilo 21 závodnic.
| Pořadí           | Jméno                 | Země       | Čas     |
| ---------------- | --------------------- | ---------- | ------- |
| Zlatá medaile    | Cindy Klassenová      | Kanada     | 1:58,49 |
| Stříbrná medaile | Anni Friesingerová    | Německo    | 1:58,73 |
| Bronzová medaile | Jennifer Rodriguezová | USA        | 1:59,44 |
| 4.               | Barbara de Loorová    | Nizozemsko | 1:59,79 |
| 5.               | Daniela Anschützová   | Německo    | 2:00,74 |
| 6.               | Sabine Völkerová      | Německo    | 2:00,80 |
| 7.               | Maki Tabataová        | Japonsko   | 2:00,92 |
| 8.               | Renate Groenewoldová  | Nizozemsko | 2:01,57 |
| 9.               | Katarzyna Wójcická    | Polsko     | 2:01,79 |
| 10.              | Eriko Išinová         | Japonsko   | 2:01,82 |

### 3000 metrů
Závodu se zúčastnilo 22 závodnic.
| Pořadí           | Jméno                | Země       | Čas     |
| ---------------- | -------------------- | ---------- | ------- |
| Zlatá medaile    | Cindy Klassenová     | Kanada     | 4:10,37 |
| Stříbrná medaile | Claudia Pechsteinová | Německo    | 4:10,89 |
| Bronzová medaile | Kristina Grovesová   | Kanada     | 4:11,97 |
| 4.               | Daniela Anschützová  | Německo    | 4:13,90 |
| 5.               | Clara Hughesová      | Kanada     | 4:14,69 |
| 6.               | Maki Tabataová       | Japonsko   | 4:16,83 |
| 7.               | Moniek Kleinsmanová  | Nizozemsko | 4:17,01 |
| 8.               | Gretha Smitová       | Nizozemsko | 4:17,17 |
| 9.               | Katarzyna Wójcická   | Polsko     | 4:17,65 |
| 10.              | Renate Groenewoldová | Nizozemsko | 4:17,82 |
|                  |                      |            |         |
| 16.              | Martina Sáblíková    | Česko      | 4:22,19 |

### 5000 metrů
Závodu se zúčastnilo 16 závodnic.
| Pořadí           | Jméno                        | Země       | Čas     |
| ---------------- | ---------------------------- | ---------- | ------- |
| Zlatá medaile    | Anni Friesingerová           | Německo    | 7:18,32 |
| Stříbrná medaile | Claudia Pechsteinová         | Německo    | 7:18,67 |
| Bronzová medaile | Clara Hughesová              | Kanada     | 7:19,17 |
| 4.               | Kristina Grovesová           | Kanada     | 7:24,99 |
| 5.               | Daniela Anschützová          | Německo    | 7:26,91 |
| 6.               | Jenita Hulzeboschová-Smitová | Nizozemsko | 7:27,32 |
| 7.               | Martina Sáblíková            | Česko      | 7:30,16 |
| 8.               | Gretha Smitová               | Nizozemsko | 7:30,27 |
| 9.               | Světlana Vysokovová          | Rusko      | 7:30,73 |
| 10.              | Katarzyna Wójcická           | Polsko     | 7:31,07 |

### Stíhací závod družstev
Závodu se zúčastnilo šest týmů.
| Pořadí           | Tým                                                                     | Čas      |
| ---------------- | ----------------------------------------------------------------------- | -------- |
| Zlatá medaile    | Německo Daniela Anschützová, Anni Friesingerová, Sabine Völkerová       | 3:05,81  |
| Stříbrná medaile | Kanada Kristina Grovesová, Clara Hughesová, Cindy Klassenová            | 3:07,01  |
| Bronzová medaile | Japonsko Eriko Išinová, Nami Nemotová, Maki Tabataová                   | 3:12,05  |
| 4.               | Rusko Galina Lichačovová, Olga Tarasovová, Světlana Vysokovová          | 3:12,37  |
| 5.               | Itálie Rita Battistiová, Adelia Marraová, Nicola Mayrová                | 3:18,96  |
| 6.               | Nizozemsko Frédérique Ankonéová, Wieteke Cramerová, Moniek Kleinsmanová | 4:07,22* |

* pád

## Medailové pořadí zemí
| Pořadí | Země        | Zlato | Stříbro | Bronz | Celkem |
| ------ | ----------- | ----- | ------- | ----- | ------ |
| 1.     | Nizozemsko  | 3     | 4       | 2     | 9      |
| 2.     | Německo     | 2     | 4       | 0     | 6      |
| 3.     | Kanada      | 2     | 1       | 3     | 6      |
| 4.     | Norsko      | 2     | 0       | 3     | 5      |
| 5.     | Japonsko    | 1     | 1       | 1     | 3      |
| 6.     | Čína        | 1     | 1       | 0     | 2      |
| 7.     | USA         | 1     | 0       | 2     | 3      |
| 8.     | Itálie      | 0     | 1       | 0     | 1      |
| 9.     | Finsko      | 0     | 0       | 1     | 1      |
| 9.     | Jižní Korea | 0     | 0       | 1     | 1      |